# Solus Christus
Solus Christus (с лат. — «только Христос») — протестантская теологическая доктрина, принятая Мартином Лютером в процессе Реформации. Мартин Лютер называл эту концепцию в «Шмалькальденских артикулах» «первой и главной статьёй». Согласно ей, только Иисус Христос является единственным защитником человека перед Богом-Отцом и никакие собственные действия не могут превратить грешного человека в праведника — только заступничество Христа, который является «единственным Посредником» (лат. unus Mediator).
В рамках межхристианского диалога между Католической и протестантскими церквями в конце XX века было принято несколько деклараций, объявляющих о сближении католиков и протестантов в этом вопросе. Среди них — «Один Посредник, Святые и Мария», принятая Католическо-лютеранской комиссией США в 1992 году, и «Совместная декларация об оправдании», принятая в 1999 году.